# Chiesa delle Beatitudini
La chiesa delle Beatitudini è una chiesa cattolica di Tabga, in Galilea.

## Riferimenti biblici
Si dice che sia il luogo dove Gesù avrebbe pronunciato il discorso della Montagna con le beatitudini, anche se scavi e ricerche hanno spostato l'episodio avvenuto in un altro luogo.

## Storia
Eretta nel 1937 dall'architetto Antonio Barluzzi.

## Architettura
La chiesa è a pianta ottagonale, circondata interamente da un portico, e sormontata da una cupola. All'interno della chiesa compaiono le otto beatitudini disegnate sui lati e sul pavimento altre raffigurazioni comprendono sia le tre virtù teologali che le quattro virtù cardinali.